# Chinghaipsylla
Chinghaipsylla är ett släkte av loppor. Chinghaipsylla ingår i familjen smågnagarloppor.
Kladogram enligt Catalogue of Life:
| Chinghaipsylla | \| \| Chinghaipsylla ampliodigita \| \| \| \| \| \| Chinghaipsylla bisinuosa \| \| \| \| |
|                | \| \| Chinghaipsylla ampliodigita \| \| \| \| \| \| Chinghaipsylla bisinuosa \| \| \| \| |
|                | Chinghaipsylla ampliodigita                                                              |
|                |                                                                                          |
|                | Chinghaipsylla bisinuosa                                                                 |
|                |                                                                                          |